# Forteresse de Viljandi
 (août 2018).
Si vous disposez d'ouvrages ou d'articles de référence ou si vous connaissez des sites web de qualité traitant du thème abordé ici, merci de compléter l'article en donnant les références utiles à sa vérifiabilité et en les liant à la section « Notes et références ».

Plan de la forteresse.

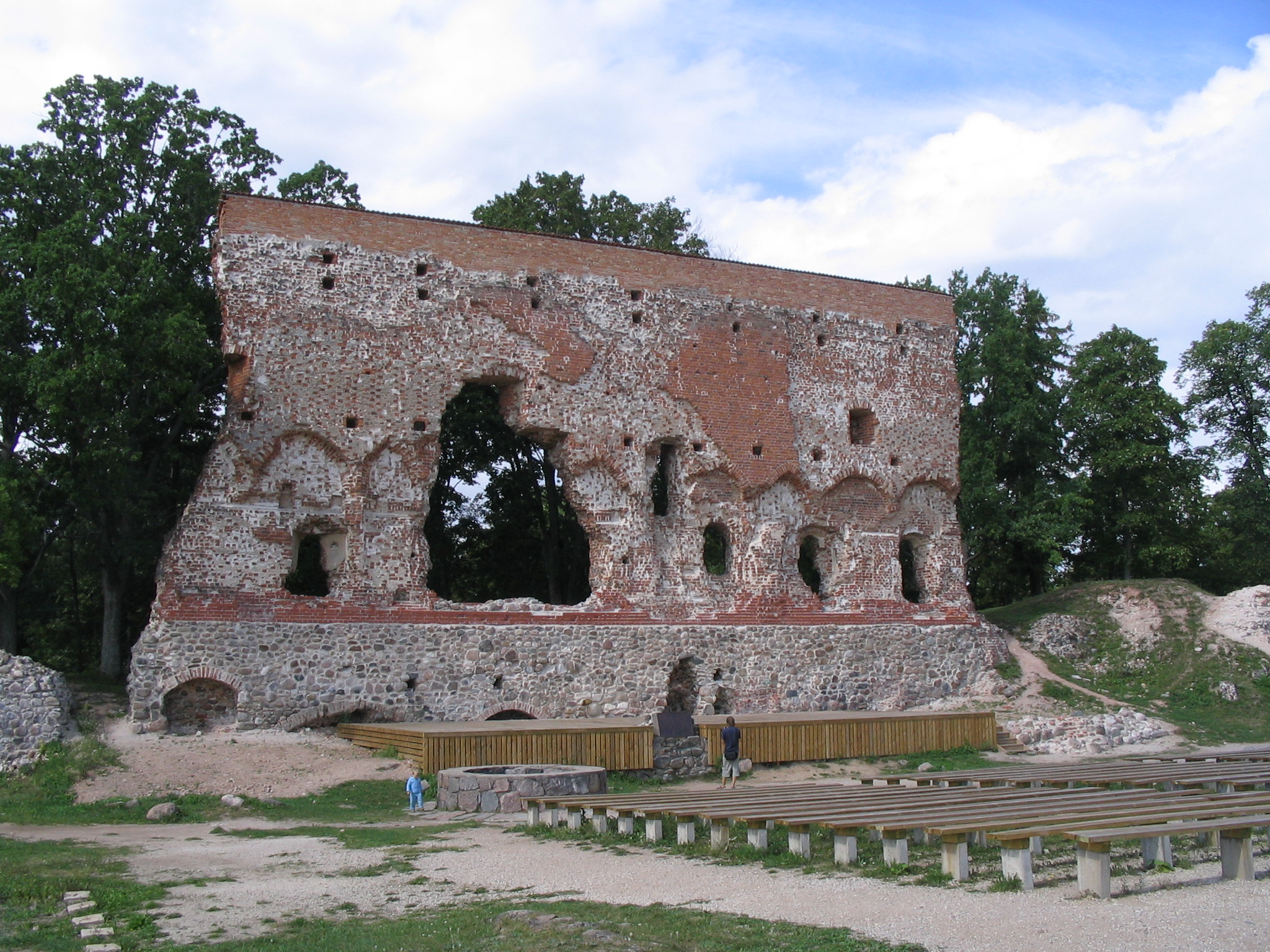
Muraille de l'ancien couvent du château-fort.

Le château-fort de Viljandi (estonien : Viljandi ordulinnus, allemand : Ordensburg Fellin) situé à Viljandi en Estonie, a été construit à partir de 1224 sous le nom de château de Fellin par l'Ordre Teutonique était l'un des plus solides de Livonie. 
Détruit durant les guerres polono-suédoises au début du XVIIe siècle, ses ruines servent de lieux de loisirs.

## Histoire
En 1223, les croisés de l'ordre des Chevaliers Porte-Glaive conquièrent le fort qui existait à la place du château-fort. L'année suivante on commence à construire les fortifications en pierre. Le château de Fellin devient le haut siège de l'ordre.
Le couvent typique de l'ordre Teutonique est construit à la fin du XIIIeet au début du XIVe siècle. Les siècles suivants le château sera agrandi et fortifié plus encore.
Il a été très endommagé pendant les guerres polono-suédoises. Au XVIIIe siècle les ruines fournissent les pierres pour diverses constructions dans la ville. Il prend son nom officiel actuel en 1920.
Les ruines forment une zone de villégiature populaire. On trouve une scène à ciel ouvert.

La Forteresse de Viljandi.